# José Ferraz da Silva
José Ferraz da Silva (Almenara, 15 de julho de 1938 - 31 de outubro de 2004) foi um advogado, fazendeiro e político brasileiro do estado de Minas Gerais.
José Ferraz foi deputado estadual de Minas Gerais por três legislaturas consecutivas, da 11ª à 13ª legislatura (1987-1999), pelo PMDB.